# Yidu, Guangdong
Yidu är en köping i sydöstra Kina. Den ligger i Longchuan härad i staden Heyuan i provinsen Guangdong, omkring 220 kilometer nordost om provinshuvudstaden Guangzhou. Antalet invånare är 19 114. Befolkningen består av 9 749 kvinnor och 9 365 män. Barn under 15 år utgör 31 %, vuxna 15-64 år 56 %, och äldre över 65 år 11,0 %.